# Bianka Buša
Bianka Buša (Vrbas, antigua República Federal de Yugoslavia, 25 de julio de 1994) es una jugadora profesional de voleibol serbia. Juega como atacante exterior, mide 1,87 y pesa 74 kg. Representando a la Selección femenina de voleibol de Serbia ha sido campeona del mundo en 2018 y dos veces campeona de Europa, además de ser medallista olímpica de plata y bronce en los juegos de Río 2016 y Tokio 2020. Su hermano menor Boris, también es jugador profesional de voleibol.

## Biografía
Nació en la ciudad de Vrbas. Inicialmente, practicó tenis durante cinco años y luego vivió en Kraljevo. En una ocasión mientras jugaba voleibol frente a su edificio, un vecino le preguntó por qué no se dedicaba a aquel deporte al ver que era más alta que el resto. 
Buša cursaba quinto grado de primaria cuando empezó a practicar en el club de su escuela, a medida que pasaban los entrenamientos se sintió a gusto en un deporte de equipo. Luego de un año allí, se mudaría a Belgrado para iniciar su carrera profesional en el voleibol, descartando así la práctica del tenis al ver que era un deporte solitario y muy difícil de costear para su desarrollo.

## Trayectoria
En 2009, Bianka Busa hizo su debut profesional con una actuación en el Campeonato de Serbia para el equipo Poštar 064 de Belgrado. En 2010, se mudó a otro equipo metropolitano: ŽOK Vizura de Belgrado. Durante cuatro años de jugar en este club, se convirtió dos veces en campeona del país (en 2014 y 2015), ganó la Copa de Serbia y la Supercopa. 
Continuó su carrera internacional en Italia, con un breve paso por el Volley Towers en 2015, pero a principios de 2016 abandonó Italia y fue anunciada como nueva integrante del CSM Târgoviște rumano, con el que ganó la Copa de Rumania. En junio de 2016 vuelve a Italia para fichar por el Promoball Volleyball de Flero, Brescia.
Entre 2017 y 2019 militó en el club polaco KPS Chemik Police, con el que se proclamó campeona de Polonia en la temporada 2017/18. Busa vuelve a Rumania en 2019 después de tres temporadas para jugar por el CSM Volei Alba Blaj.
En el 2020 firmó un contrato con el Fenerbahçe Opet de Turquía, donde estaría presente solo por una temporada y obtendría el segundo lugar en la liga turca.

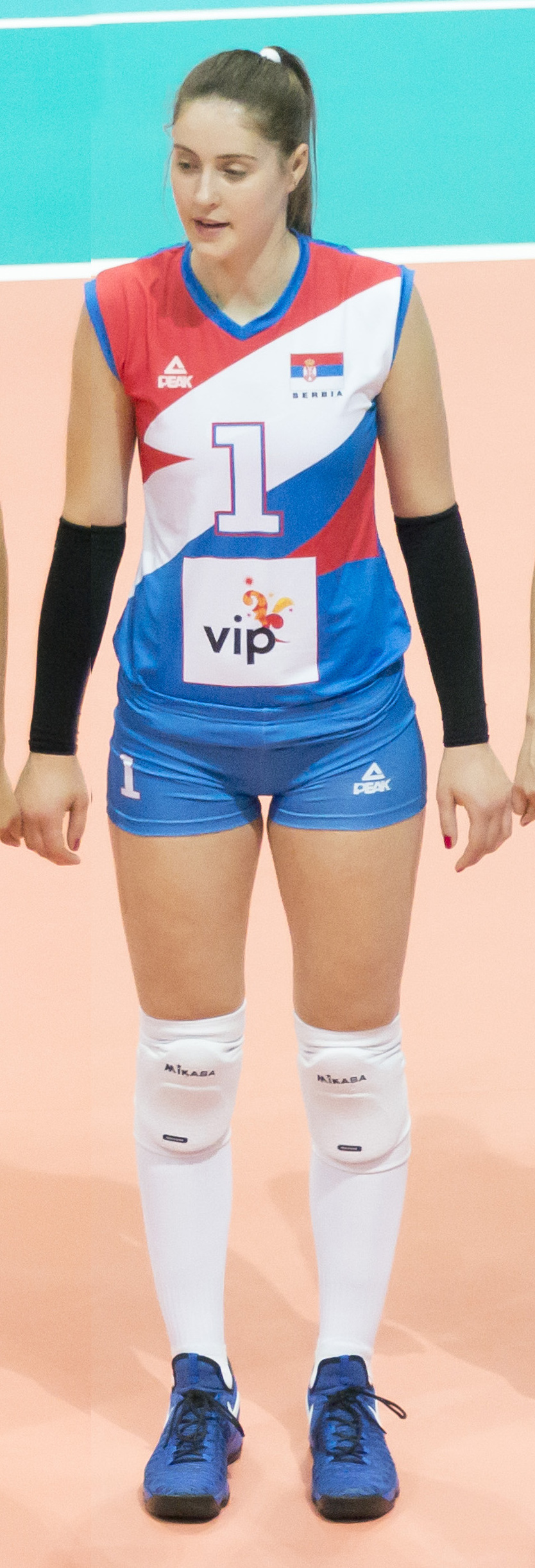
Buša en un partido ante Rusia en el Gran Prix de 2017.

En septiembre de 2021 llega al Lokomotiv Kalingrad, vigente campeón de la liga de Rusia. Su estadía terminó abruptamente en febrero de 2022 debido a problemas físicos y a una grave lesión en el dedo que la dejaría fuera por el resto de la temporada.
Una vez rescindido su contrato en Rusia, Bianka aprovechó el siguiente periodo para tratar su lesión en Estambul, Turquía. A finales de abril de 2022 se confirma su fichaje en el PTT Spor Kulübü de Ankara para la temporada 2022/23.

## Selección nacional
Con las selecciones juveniles de Serbia, ganó cuatro medallas en los Campeonatos de Europa: una medalla de plata con la selección sub-18, una medalla de bronce en 2011 y una medalla de plata en la selección sub-19 en 2010 y 2012. 
Se unió a la selección absoluta en 2015, siendo medallista de bronce en los primeros Juegos Europeos en Bakú, Azerbaiyán. Ese mismo año obtuvo el segundo lugar y un cupo a los Juegos Olímpicos en la Copa Mundial de Voleibol Femenino de 2015 en Japón y un tercer lugar al vencer por 3-0 a la selección de Turquía en el Campeonato Europeo de Voleibol Femenino de 2015 en los Países Bajos y Bélgica.
Formó parte del equipo que disputó los Juegos Olímpicos de Río 2016, en Brasil. Durante el torneo, Buša salió principalmente desde la banca para fortalecer el servicio (jugó como titular solo en un partido de la fase de grupos ante Países Bajos). Después de derrotar en semifinales a la selección de Estados Unidos en un estrecho partido, llegaría a su primera final olímpica junto a Serbia y obtendría medalla de plata tras caer sin apelación ante la selección de China por 1-3. Después de su participación en Río, fue recibida por el ministro de Defensa Zoran Đorđević en la sede de la Fuerza Aérea y Defensa Aérea Serbia junto con su padre, el Teniente Coronel Nikola Buša, piloto en servicio en la Fuerza Aérea y Comando de Defensa Aérea.
En agosto de 2017, gana medalla de bronce en el Grand Prix de Voleibol de 2017 ante la selección de China con un marcador a favor de 3-1. El 1 de octubre de ese mismo año, obtiene su primer título europeo en el Campeonato Europeo de Voleibol Femenino de 2017 celebrado en Azerbaiyán y Georgia, al vencer a la selección de Países Bajos por 3-1.
En 2018, conquistó el título mundial junto con Serbia al vencer en la final a la selección de Italia con un marcador de 3-2 en el Campeonato Mundial de Voleibol Femenino de 2018 disputado en Japón. Al inicio de la competición, Buša solo entró como suplente, pero tras la lesión de Bojana Milenkovic en un partido de la primera fase de grupos, pasó a ser titular, habiendo disputado todos los partidos de la fase decisiva del torneo sin ser sustituida. En el duelo final de cinco sets ante las italianas, obtuvo 6 puntos y ayudó a su equipo a ganar la medalla de oro en el campeonato mundial por primera vez en su historia. Al mismo tiempo, Buša se convirtió en la jugadora con más recepciones en el campeonato: recibió 371 servicios, más que cualquier otra jugadora en la Copa del Mundo.
En 2019, lograría su segunto título consecutivo a nivel europeo al vencer por 3-2 a la selección de Turquía en el Campeonato Europeo de Voleibol Femenino de 2019.
En su segunda participación en una cita olímpica, obtiene medalla de bronce en los Juegos Olímpicos de Tokio 2020 al derrotar a la selección de Corea del Sur por 3-0 en el duelo por el tercer lugar, jugado el 8 de agosto de 2021. El 4 de septiembre se convierte en medallista de plata en el Campeonato Europeo de Voleibol Femenino de 2021 tras caer en la final disputada en Belgrado por un marcador de 1-3 ante la selección de Italia.